# علي بن إدريس البعقوبي
أبو إدريس علي بن إدريس البعقوبي، من أصحاب عبد القادر الجيلاني ومن أعلام التصوف الإسلامي في العصر العباسي الثاني

## اسمه ونسبه
أبو إدريس علي بن أبي بكر محمد بن عبد الله بن إدريس بن زكريا بن الحسن بن إدريس بن موسى الثاني بن عبد الله الصالح بن موسى الجون بن عبد الله الكامل بن الحسن المثنى بن الحسن بن علي بن أبي طالب

## أولاده
إدريس ومحمد والحسن وزهراء وعائشة

## حياته
يعتبر الإمام أبي إدريس البعقوبي الروحائي و (الروحاء هي منطقة التحرير ببعقوبة - حاليا)، من أكابر مشايخ العراق وأعيانه العارفين المشهورين، وأمته المحققين، البارعين، صاحب الكرامات الظاهرة، والأحوال الفاخرة، والأنفاس الصادقة، وهو من كبار الصالحين في أيام الخلافة العباسية المتاخرة، كان رحمه الله من تلاميذ السيد الشيخ عبد القادر الجيلاني، قدس الله روحه، المتوفى سنة 561هـ من الملازمين له، وأخذ عنه علوم السلف الصالح وكان الجيلاني يعرف له حقه ويقدره التقدير التام، وكان رحمه الله عليه، شافعيا أشعريا وذكر بعض الباحثين أنه قام أيام إقامته في بغداد في التدريس في المستنصرية.
وجاء في كتاب شذرات الذهب في أخبار من ذهب لابن العماد في حديثه عن سنه وفاة الإمام أبي إدريس، وفيها الشيخ علي بن إدريس اليعقوبي الزاهد صاحب الشيخ عبد القادر الكيلاني سيد زاهد عابد رباني متأله بعيد الصيت توفي في ذي القعدة وفيها أبو الفضائل شهاب الدين عبد الكريم بن نجم بن عبد الوهاب بن عبد الواحد الشيرازي الدمشقي بن الحنبلي الفقيه الحنبلي أخو ناصح الدين عبد الرحمن الآتي ذكره إن شاء الله تعالى وهو أصغر من الناصح بتسع سنين سمع ببغداد من نصر الله القزاز وأجاز له الحافظ أبو موسى المديني وغيره وتفقه وبرع وأفتى وناظر ودرس بمدرسة جده بدمشق وهي الحنبلية جوار الرواحية سكن بني الأسطواني قال أبو شامة هو أخو البهاء والناصح وهو أصغرهم وكان أبرعهم في الفقه والمناظرة والمحاكمات بصيرا بما يجري عند القضاة في الدعاوي والبينات وقال ابن الساعي في تاريخه كان فقيها فاضلا خيرا عارفا بالمذهب والخلاف وقال غيره كان ذا قوة وشهامة وانتزع مسجد الوزير من يد العلم السخاوي وبقي للحنابلة توفي سابع ربيع الأول ودفن بسفح قاسيون وفيها العلامة كمال الدين علي بن محمد بن يوسف بن النبيه الكاتب الشاعر صاحب ديوان رسائل الملك الأشرف موسى بن العادل وله ديوان شعر مشهور.

## عائلته
أبو ادريس البعقوبي، علوي النسب حسني فرع وهو بذلك من أبناء عم الشيخ عبد القادر الجيلاني 
ولقد كان الشيخ عبد القادر الجيلاني يتردد على مدينة بعقوبة، لزيارة، تلميذه ابوادريس علي بن ادريس البعقوبي وزيارة الشيخ الصالح الشريف البعقوبي، وتربطهم القرابة النسبية فكلهم من السلالة الحسنية المباركة.وكان الشيخ عبد القادر يتردد على بعقوبة، خصوصا في تلك السنين الجدبة حيث ضاقت بغداد باهلها، من اثر الفياضانات الكارثية، وسوء الحياة السياسة للدولة العباسية اواخر عصرها خصوصا، سنة 497هج، حيث عاث الجند فسادا في بغداد وصادروا اموال الناس وذاق الناس، الام الجوع والخوف والرعب، وكان الناس يذهبون إلى المدن القريبة طلبا للرزق وهربا من تفشي المجاعة المشهورة والتي تحدثت عنها مطولا كتب التاريخ مطولا.

## تلاميذه
كان رحمه الله مدرسا للعلوم الشرعية مدة من الزمن في المدرسة القادرية، من مدارس بغداد المعروفة في العهد العباسي، ومن تلاميذه:
الشيخ خلفية بن خلف البعقوبي، والشيخ أبو الشكر ماجد الحميدي الروحاني، والشيخ محمد معتوق بن رضوان النهر ملكي، والشيخ ابي عبد الله محمد بن علي الرصافي، المعروف بالسبتي، والشيخ الفاضل ابي زكريا يحيى بن يوسف بن يحيى الانصاري، والشيخ كمال الدين ابي الحسن علي بن محمد بن وضاح الشهرباني، والشيخ ابي محمد الحسن بن احمد البغدادي والشيخ مقداد الرفاعي، الشهرباني صاحب المرقد المعروف في مدينة المقدادية واخويه الشيخ مقدام والشيخ مقدار وغيرهم.

## شعره
كان للشيخ ابي ادريس اشعار جميلة نورد منها:
- (غرست الحب غرسا في فؤادي ** فلاسلو إلى يوم التنادي)
- (جرحت القلب منك باتصال ** فشوقي زائد والحب بادي)
- (سقاني شربه احيا فؤادي ** بكاس الحب من بحر الوداد)
- (فلولا الله يحفظ عارفيه لهام ** العارفون في كل وادي)

وكان رضي الله عنه يتمثل بهذه الابيات:
- (القلب محترق والدمع مستبق **والكرب مجتمع والصبر مفترق)
- (كيف القرار على من لاقرار له**مما جناه الهوى والشوق والقلق)
- (يارب ان كان شيء لي به **رمق فانعم علي به مادام به رمق)

وله:
- (بدر تم له من الشعر هاله ** من رآه من المحبين هاله)
- (قصر الليل حين زار ولا غر ** وغزال غارت عليه الغزالة)
- (يا نسيم الصبا عساك تحملت ** لنا من سكان نجد رساله)
- (كل معسولة المراشف بيضاء ** حمتها سمر القنا العساله)

وله:
- (أمانا أيها القمر المطل ** فمن جفنيك أسياف سل)
- (يزيد جمال وجهك كل يوم ** ولي جسد يذوب ويضمحل)
- (يميل بطرفه التركي عني ** صدقتم إني ضيق العين بخل)
- (أيا ملك القلوب فتكت فيها ** وفتكك في الرعية لا يحل)
- (قليل الوصل يقنعها فإن لم ** يصبها وابل منه فطل)

## كلامه
ومن جميل كلامه، من استعصم بالله تعالى عصم، ومن اسلم إلى نفسه حجب 
فصحى الورع من علامات الخوف وحسن الخلق، من كرم الحسب، ومن عقل ايقن، ومن ايقن 
خاف ومن خاف صبر، ومن صبر ورع، ومن ورع امسك عن الشبهات وانتفى عنه الحرص 
والرغبة، ومن سخف عقله، ضعف يقينه، ومن ضعف يقينه فقد منه الخوف ومن فقد منه الخوف،
كثرت غفلته ومن كثرة غفلته، قسى قلبه، ومن قسى قلبه، لم تنجح فيه موعظة وغلب عليه حب الدنيا،
وكثرت عليه أعماله، وضيع دينه.
ومن بديع كلامه:
المحروم من حرم السؤال، والسؤال مفتاح الايجابة، ولاينبغي للعالم، ان ة يكتم علمه، على خلق الله عزوجل 
وعليه ان ينصح للخاصة والعامة، واربع خصال يرفع تعالى بها العبد، العلم والدين والادب والامانه، واقوى القوى ان تغلب نفسك، ومن خاف الله عز وجل خاف كل شيء، والغايَة مِنْ هذا التصوّف تربيَة النفس، وَمُجَاهدَة آفاتها وأمرَاضها، والأخذُ بزمَامِها وخطامِها، والسلوك بها إلى اللهِ جلَّ في عُلاه، فإنَّ السُّلوكَ إلى اللهِ عزَّوَجلَّ غايَة الأوليَاء السَّالكين، والوصولَ إليْهِ أملُ السَّادَة العَارفيْن، فبِهِ تتمُّ تزكيَةُ النفُوس، ويُقطعُ مِن أمرَاضها الرؤوس، قالَ اللهُ عزَّ وجل: {قَدْ أَفْلَحَ مَن زَكَّاهَا وقد خابَ مَنْ دسَّاها} ، فأثنَى الباري سُبْحَانه عَلى مَنْ سَعَى في تزكيَة نفسِهِ، ورَامَ إصلاحَها، وذمَّ مَنْ أطلَقَ لنفسِهِ العَنَانَ، ودسَّها في سيئات الأعمَال.

## أخلاقه
قال قاضي قضاة الدولة العباسية، أبو صالح نصر بن عبد الرزاق بن الشيخ عبد القادر الجيلاني قدس الله روحه،
كانت أخلاق أبو إدريس رضية مرضية، وكان خلفاء بغداد وولاة بعقوبة، إذا نزلت بهم نازلة التجؤا إليه طلبا للدعاء، وكان جليل المهابة وسيما متأدبا متواضعا، لا يمكن أحدا أن يقبل يديه ولا يستطيع أحد، أن يقول له يا سيدي لكراهته ذلك، وكان مشتملا على أشرف الأخلاق وأكرم الشيم، وكان وافر العقل قليل الكلام، دائم المراقبة شديد الحياء، شديدا في أتباع الكتاب والسنة، وكان يقول على نفسه (أنا دعوة الشيخ عبد القادر).

## من مروياته
(حديث مرفوع) أَخْبَرَنَا تَاجُ الدِّينِ أَبُو الْفَرَجِ عَبْدُ الْمُنْعِمِ بْنُ مُحَمَّدِ بْنِ أَبِي جَعْفَرٍ، أنا الزَّاهِدُ أَبُو مُحَمَّدٍ عَلِيُّ بْنُ أَبِي بَكْرٍ مُحَمَّدُ بْنُ عَبْدِ اللَّهِ بْنِ إِدْرِيسَ الْبَعْقُوبِيُّ الرَّوْحَانِيُّ، أنا عَبْدُ الْقَادِرِ بْنُ أَبِي صَالِحٍ الْجِيلِيُّ، أنا أَبُو سَعْدٍ مُحَمَّدُ بْنُ عَبْدِ الْكَرِيمِ بْنِ مُحَمَّدٍ، الْمَعْرُوفُ بِابْنِ خُشَيْشٍ، أنا أَبُو عَلِيِّ بْنُ شَاذَانَ، أنا أَبُو عَمْرِو بْنُ السَّمَّاكِ، نا أَحْمَدُ بْنُ عَبْدِ الْجَبَّارِ، نا ابْنُ أَبِي عَمَّارٍ، عَنِ ابْنِ جُرَيْجٍ، عَنِ ابْنِ أَبِي عَمَّارٍ، عَنْ عَبْدِ اللَّهِ بْنِ بَابَيْهِ، عَنْ يَعْلَى بْنِ أُمَيَّةَ، قَالَ : قُلْتُ لِعُمَرَ بْنِ الْخَطَّابِ رَضِيَ اللَّهُ عَنْهُ : فَلَيْسَ عَلَيْكُمْ جُنَاحٌ أَنْ تَقْصُرُوا مِنَ الصَّلاةِ إِنْ خِفْتُمْ أَنْ سورة النساء آية 101 وَقَدْ أَمِنَ النَّاسُ . فَقَالَ : عَجِبْتُ مِمَّا عَجِبْتَ مِنْهُ، فَسَأَلْتُ رَسُولَ اللَّهِ صَلَّى اللَّهُ عَلَيْهِ وَسَلَّمَ، فَقَالَ : «صَدَقَةٌ تَصَدَّقَ اللَّهُ بِهَا عَلَيْكُمْ فَاقْبَلُوا صَدَقَتَهُ».

## وفاته
توفي الشيخ القدوة أبو ادريس البعقوبي سنة تسعة عشرة وستمائة للهجرة النبوية الشريفة ومن الذين ذكر الذهبي وفاتهم في هذه السنة قال: وفيها توفي الحافظ أبو الفتوح نصر بن أبي الفرج البغدادي ابن الحصري المقرئ الحنبلي في المحرم وله ثلاث وثمانون سنة، والحافظ أبو الطاهر تقي الدين إسماعيل بن عبد الله بن عبد المحسن المصري ابن الأنماطي في رجب كهلًا.وأبو بكر مسمار بن عمر بن محمد بن العويس النيار بالموصل في شعبان، والقدوة الشيخ علي ابن أبي بكر محمد بن عبد الله بن إدريس اليعقوبي في ذي القعدة، ودفن في بعقوبة طريق ناحية بهرز، وقبره ظاهر ومعروف ومن معالم بعقوبة الاثرية والتاريخية والمقام المشيد فوقه من الحقبة العباسية في عصر الخليفة المستنصر العباسي.